# MGM-140 ATACMS
Le MGM-140 ATACMS (Army TACtical Missile System, litteralement Système des missiles tactiques de l'armée) est un missile semi-balistique sol-sol tactique tiré par le lance-roquettes multiple chenillé M270 MLRS ainsi que par camion lance-roquettes M142 HIMARS.

## Historique
Les premiers missiles ATACMS sont tirés en janvier 1991 durant l'opération Tempête du désert, cinq mois après leur entrée en dotation dans le bataillon d'artillerie 6/27 basé à Fort Sill, en Oklahoma.
Un total de 32 missiles sont tirés lors de l'opération Tempête du désert. Durant l'invasion de l'Irak par les États-Unis en 2003, plus de 450 sont tirés. La production de l'ATACMS cesse en 2007, date à laquelle 3 700 ont été produits. En date de 2015, plus de 560 ATACMS ont été lancés lors de combats.
En 2016, il est décidé de concevoir une version ayant une capacité antinavire. Mais le développement du Cross-Domain ATACMS (CD- ATACMS) est arrêté fin 2020 pour des raisons techniques,. Il est censé être remplacé à partir de 2023/2024 par le Precision Strike Missile.

## Description
Les M270 embarquent deux paniers contenant chacun un missile dans son conteneur de lancement, ou un missile et 6 roquettes. Les M142 HIMARS testés à partir de 1998 et en service opérationnel depuis 2005 embarquent un seul panier.
Les missiles M39 et M39A1 embarquent respectivement 950 et 275 sous-munitions M74 APAM (antipersonnel/antimatériel). La sous-munition M74 APAM se présente sous la forme d'une sphère en acier de 6 cm de diamètre et pesant 590 g. La sphère est recouverte d'une série de cannelures qui, sous l'effet du flux d'air, vont initier un mouvement de rotation de 2 400 tr/min, lors de leur libération. Cette force centrifuge est nécessaire à l'armement de la fusée d'impact M219E1 ou M219A2. L'intérieur de la sphère contient l'explosif composition B, deux pastilles incendiaires et est tapissé d'un revêtement en alliage de tungstène-nickel-fer préfragmenté qui, lors de l'explosion, génère des éclats mortels dans un rayon de 15 m. Les 950 sous-munitions M74 APAM du missile M39 sont dispersées sur une aire de 33 445 m2.

## Versions
- MGM-140A (M39) Block 1 : missile possédant un guidage inertiel et contenant 950 sous-munitions M74 APAM. 1 650 exemplaires produits entre 1990 et 1997. Sa masse est de 1 670 kg.
- MGM-140B (M39A1) Block 1A : MGM-140B dont la charge militaire est réduite à 275 sous-munitions M74 APAM afin de l'alléger pour doubler sa portée, sa masse totale étant réduite à 1 320 kg. Son système de guidage inertiel est complété par un système de recalage par GPS. 610 exemplaires sont produits entre 1997 et 2003[9].
- MGM-140C (M39A2) Block 2 : identique au MGM-140B à l'exception de sa charge militaire, qui consiste en 13 sous-munitions antichars BAT[10]. Cette version n'est jamais entrée en service.
- MGM-140C (M39A2) Block 2A : similaire au MGM-140C, sa charge militaire consiste en 6 sous-munitions IBAT, aussi appelées PI-BAT. Restée à l'état de prototype.
- ATACMS-P Block 3 :  MGM-140B Block 1A (M39A1) missile modifié pour contenir une tête Mk. 4 du missile balistique UGM-96A Trident I (C4). La tête renferme un pénétrateur en acier et tungstène d'une masse de 120 kg[11].
- MGM-168A ATACMS-QRU (M48) Block 4 : similaire au MGM-140B à l'exception de sa charge militaire, cette dernière est identique à la charge explosive et perforante de 226 kg du missile antinavire AGM-84E Harpoon. 610 exemplaires sont produits entre 2001 et 2004.

## Opérateurs
- Bahreïn
- Grèce
- Taïwan
- Roumanie
- Turquie
- Émirats arabes unis
- Pologne
- États-Unis
- Corée du Sud
- Maroc
- Ukraine : dans le cadre du soutien militaire à l'Ukraine, à la suite de l'invasion par la Russie, les États-Unis, après plusieurs mois de demandes répétées de l'Ukraine, en fournissent un petit nombre à l'automne 2023[12]. Le Wall Street Journal annonce le 17 octobre 2023 que l'Ukraine a tiré pour la première fois des missiles ATACMS sur les forces russes[13]. De nouvelles livraisons d'un plus grand nombre de missiles ont lieu au printemps 2024[14]. Le 24 juin 2024, la Russie menace les États-Unis de représailles après que les forces ukrainiennes ont tiré une salve de missiles balistiques tactiques MGM-140 ATACMS vers Sébastopol, en Crimée[15]. Le 17 novembre 2024, les États-Unis donnent leur feu vert à leur utilisation sur le territoire russe[16]. Le 04 janvier 2025, la presse internationale relaye les premières photos d'ATACMS détruits.